# Universal University
Universal University (рус. Универсальный университет) — частное образовательное учреждение высшего и дополнительного образования, объединяющее десять творческих школ, созданное в 2018 году. Располагается на территории Центра дизайна Artplay. Директор — Екатерина Черкес-Заде.

## История
Universal University начал свою историю в 2003 году, когда в Москве открылась Британская высшая школа дизайна. В 2008 году была запущена школа компьютерных технологий Scream School, в 2010 году в ней открылся факультет разработчиков игр. Через четыре года — в 2012 году — архитекторы Евгений Асс и Никита Токарев перешли из Мастерской экспериментального проектирования МАРХИ в архитектурную школу МАРШ. В том же году запустилась Московская школа кино. Эти четыре школы образовали Консорциум независимых школ, который в 2018 году стал университетом креативных индустрий Universal University, открыв на своей базе ещё две школы — Московскую школу музыки и Школу MACS. В 2019 году в структуре Universal University открылась школа School of Education для специалистов сферы образования. В 2020 году в составе университета открылись Moscow School of Contemporary Art на базе Британской высшей школы дизайна и Moscow Food Academy. В том же году творческие программы для подростков в разных школах Universal University объединились под брендом Uteens. В июне 2021 года в Universal University на базе школы MACS открылся факультет бизнеса и маркетинга Ubusiness.

## Структура
- Британская высшая школа дизайна
- Школа разработки игр Scream School
- Московская школа кино
- Архитектурная школа МАРШ
- Московская школа музыки
- Школа для специалистов нового образования School of Education
- Московская школа современного искусства
- Moscow Food Academy
- факультет бизнеса и маркетинга Ubusiness
- проект для школьников Uteens

## Деятельность
Cуммарно на факультетах университета обучается около 6000 студентов. В университете занятия ведут более 900 преподавателей из России и других стран. Обучение проводится на программах британского высшего образования совместно с Хартфордширским университетом в области искусства, дизайна, бизнеса, маркетинга и современной музыки и Лондонским столичным университетом в области архитектуры и урбанистики. Осенью 2021 в университете открылся международный бакалавриат в сфере игр, кино и анимации. Программа бакалавриата по программированию в индустрии игр разработана входящей в состав университета Scream School совместно с ФПМИ МФТИ.

## Награды
Студенты и выпускники БВШД в разное время занимали призовые места на престижных международных конкурсах. В их числе ADCR Awards, Lexus Design Award, Pentawards, Red Dot, D&AD New Blood Awards, The RSA Student DEsign Awards.